# Finansiel dannelse
Finansiel dannelse (financial literacy på engelsk) er en del af dannelsen der vedrører penge. Det defineres som processen at opnå den nødvendige viden og færdigheder for at kunne forstå og styre egen privatøkonomi og navigere i det øvrige samfunds finansielle landskab.
Finansiel dannelse er processen, hvorved man lærer at begå sig med penge. At begå sig betyder at klare sig, underforstået at klare sig selv og klare sig godt. At klare dig selv handler om at være myndig, hvilket i juridisk forstand betyder at "forpligte sig juridisk og [have] rådighed over egen formue." I mere praktisk forstand handler myndighed om selvbestemmelse og altså evnen til at betjene sig af egen forstand uden en andens ledelse, hvilket også er en forudsætning for at tage ansvar. At være finansielt dannet vil sige at være myndig og tage ansvar for egen privatøkonomi og økonomiske handlinger (og deres konsekvenser) på en sådan måde, at man kan klare sig selv.

## Viden og færdigheder
Viden: Indsigt i pengenes rolle i egen privatøkonomi, forholdene mellem løn, skat og arbejdsgiver, hvordan skattesystemet fungerer, hvordan boligmarkedet fungerer, pengeinstitutterne og realkreditsystemets rolle i samfundet, hvordan lånemarkedet fungerer, herunder forskellige låntyper, renter og låneomkostninger.
Færdigheder: Evnerne til selvstændigt at overskue, reflektere over og styre egen privatøkonomi. Herunder læse en lønseddel, differentiere imellem og kortlægge faste og variable omkostninger, lægge budget og selvangive, forstå privatøkonomiske konsekvenser og finansielle handlinger samt lægge kort- og langsigtede økonomiske planer.